# Carl Theodor von und zu Sandizell

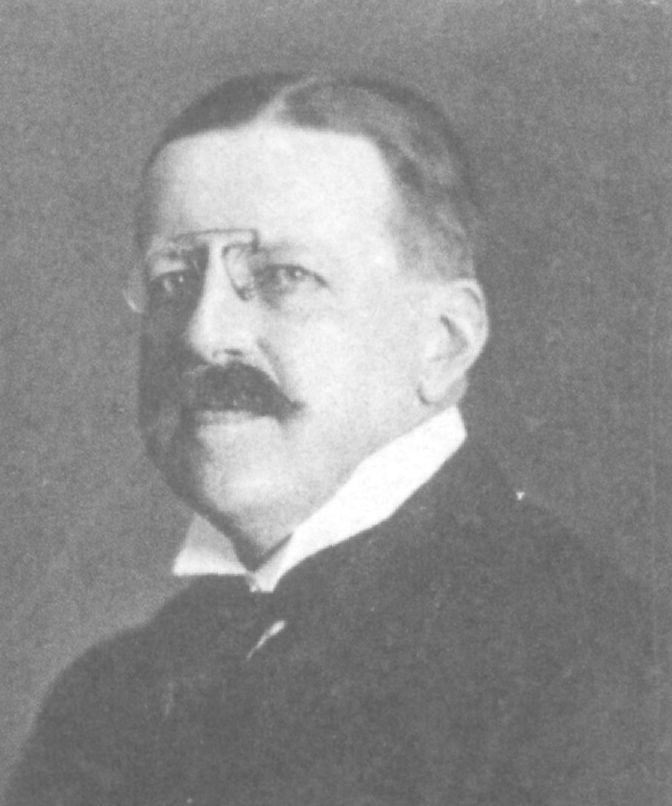
Carl Theodor von und zu Sandizell als Reichstagsabgeordneter 1912

Carl Theodor Graf von und zu Sandizell (* 2. Oktober 1865 in München; † 8. Januar 1939 in Sandizell) war Gutsbesitzer, erblicher Reichsrat in Bayern und Mitglied des Deutschen Reichstags.

## Leben
Carl Theodor von und zu Sandizell wurde in der Königlichen Pagerie in München erzogen, besuchte und absolvierte 1884 das Wilhelmsgymnasium München und dann die Universität München. Er übte keinen Beruf aus, sondern übernahm sofort nach seiner Volljährigkeit die Verwaltung des Fideikommisses, da sein Vater noch während seiner Minderjährigkeit gestorben war. Er diente als Einjährig-Freiwilliger beim 1. Schweren Reiterregiment in München, wurde dort Reserveoffizier und avancierte in der Reserve bis zum Rittmeister, worauf er zur Landwehrkavallerie übertrat. Ab 1887 war er Mitglied der Kammer der Reichsräte in Bayern, ab 1892 Mitglied und ab 1911 zweiter Vorstand des landwirtschaftlichen Bezirksausschusses Schrobenhausen, ab 1909 Mitglied des landwirtschaftlichen Kreisausschusses von Oberbayern und ab 1902 Mitglied des staatlichen Moorkulturbeirats.
Von 1912 bis 1918 war er Mitglied des Deutschen Reichstags für den Reichstagswahlkreis Oberbayern 3 (Aichach, Friedberg, Dachau, Schrobenhausen) und die Deutsche Zentrumspartei.

## Auszeichnungen
- St. Georgsmedaille
- Jubiläumsmedaille
- landwirtschaftliche Jubiläumsmedaille in Bronze
- Landwehrdienstauszeichnung I. Klasse
- Feuerwehrehrenzeichens